# Robert Wątor
Robert Wątor (ur. 25 lutego 1955 w Dobrej) – polski niepełnosprawny biathlonista i biegacz narciarski, trzykrotny paraolimpijczyk z Nagano, Salt Lake City i Turynu.
Jego największym sukcesem jest mistrzostwo świata z 2005 roku z biegu na dystansie 10 kilometrów. Jest również wicemistrzem świata z 2000 roku.
Jego niepelnosprawność zaczęła się od wypadku. Po nim miał amputowane nogi i teraz startuje w konkurencjach na sledżach.
Zdobył Puchar Świata w sezonie 2005/2006 w biegach narciarskich.

## Występy na igrzyskach paraolimpijskich
| Miejsce | Dzień | Rok  | Miejscowość    | Konkurencja              | Czas biegu | Strata | Zwycięzca            |
| ------- | ----- | ---- | -------------- | ------------------------ | ---------- | ------ | -------------------- |
| 6.      |       | 1998 | Nagano         | 7,5 kilometra (biathlon) | 37:54.1    |        | Michael Weymann      |
| 8.      |       | 1998 | Nagano         | 5 kilometrów             | 20:24.6    |        | Kari Joki-Erkkila    |
| 8.      |       | 1998 | Nagano         | 10 kilometrów            | 41:56.9    |        | Kari Joki-Erkkila    |
| DNF     |       | 1998 | Nagano         | 15 kilometrów            | DNF        |        | Karl Einar Henriksen |
| 6.      |       | 1998 | Nagano         | Sztafeta 3x2,5 kilometra | 39:26.3    |        | Niemcy               |
| DQ      |       | 2002 | Salt Lake City | 7,5 kilometra (biathlon) | DQ         |        | Ruedi Weber          |
| 16.     |       | 2002 | Salt Lake City | 5 kilometrów             | 18:46.5    |        | Taras Kryjanowski    |
| 6.      |       | 2002 | Salt Lake City | 10 kilometrów            | 36:50.0    |        | Wiesław Fiedor       |
| 12      |       | 2006 | Turyn          | 7,5 kilometra (biathlon) | 28:13.3    |        | Władimir Kiseliew    |
| 10.     |       | 2006 | Turyn          | 5 kilometrów             | 16:44.7    |        | Taras Kryjanowski    |
| 9.      |       | 2006 | Turyn          | 10 kilometrów            | 27:51.2    |        | Taras Kryjanowski    |
| 12.     |       | 2006 | Turyn          | 15 kilometrów            | 44:43.3    |        | Iurij Kostiuk        |